# Зворотний порядок відробки виймального поля
Зворотний порядок відробки виймального поля (рос. обратный порядок отработки выемочного поля, англ. retreat mining of blocks; нім. rückläufig Abbau m des Abbaufeld n) — порядок відробки виїмкового поля, при якому спочатку здійснюють підготовку пласта або покладу корисної копалини в межах всього виїмкового поля, а після цього ведуть очисну виїмку. При цьому вибої дільничних підготовчих виробок рухаються від головного штреку (при виїмці лавами по підняттю-падінню) або проміжного квершлаґу, бремсберґу, похилу, скату до межі виїмкового поля, а очисна виїмка здійснюється в протилежному напрямку — від меж виїмкового поля до корінного штреку, проміжного квершлаґу, бремсберґу, похилу, скату.